# Caleb Fairley
Caleb Fairley (???, 21 de Outubro de 1973) é um assassino americano de Gulph Mills, Pennsylvania.

## Crime
A 10 de Setembro de 1995, Fairley estava a trabalhar sozinho no Your Kidz & Mine, uma loja de roupa de criança que os seus pais tinham em Collegeville, Pennsylvania. Mesmo antes da hora de fecho, Lisa Manderach (nascida a 30 de Setembro de 1994) entrou na loja. Quando Fairley percebeu que eram as únicas pessoas na loja, trancou as portas. Depois tentou abusar sexualmente de Manderach. Quando ela resistiu, ele ficou enraivecido e estrangulou-a até à morte. Também estrangulou a filha pequena de Manderach. Depois do homicídio, abusou sexualmente do corpo de Manderach, antes de ir a um concerto do Clube Electric Hellfire que tinha planeado ir nessa noite.

## Prisão e julgamento
Lisa Manderach tinha dito ao seu marido onde ia. Quando não regressou a casa, ele contactou a polícia local, que encontrou o seu carro estacionado à porta da loja. Uma busca no Your Kidz & Mine revelou montes de pornografia manchadas com o que parecia ser sangue e cabelos longos pretos consistentes com o de Manderach. Cabelos semelhantes foram encontrados num aspirador. Também presente estava uma mancha húmida na carpete que foi mais tarde determinada com sendo saliva. A polícia também reparou que tinham sido feitos buracos nos provadores.
Quando a polícia questionou Fairley, ele tinha uma camada grossa de maquilhagem na cara. Quando os detectives lhe disseram para se limpar a sua cara estava coberta com arranhadelas. Quando foram apontadas a Fairley pelas autoridades, ele disse que tinha acontecido num moche no concerto do Clube Electric Hellfire, num bar local chamado Asylum. Quando pessoas encontraram o corpo estrangulado de Devon Manderach num monte no Parque Nacional Valley Forge, Fairley foi acusado de 2 acusações de homicídio e abuso de um dos corpos. Fairley fez um apelo onde os acusadores não pediam a pena de morte se ele lhes mostrasse o corpo de Lisa Manderach.
Fairley foi julgado em Abril de 1996 e condenado de dois homicídios em primeiro grau, pelo qual recebeu duas penas perpétuas. Está actualmente preso na Instituição Correccional Estadual - Fayette em LaBelle, Pennsylvania.